# 克柳奇-布拉克市镇
克柳奇-布拉克市镇（俄语：Ключи-Булакское муниципальное образование）是俄罗斯联邦伊尔库茨克州布拉茨克区所属的一个市镇。其下辖有3个居民点，行政中心为克柳奇-布拉克。据2016年统计，该市镇的人口为2181人。